# Viticulture en Turquie

La viticulture en Turquie, qui fut du temps de l'Empire hittite, 2 000 ans avant notre ère, l'une des plus florissantes du bassin méditerranéen, disparut avec la chute de Constantinople.[citation nécessaire] Seule resta une maigre culture de raisins de table qui perdura jusqu'au début du XXe siècle quand l'Empire ottoman devint une république dont la législation permit à nouveau de produire du vin.
Si aujourd'hui la Turquie occupe la quatrième place mondiale avec 420 000 hectares, 95 % de la production est consommée en raisin frais et sec.  

## Histoire

### Préhistoire et Antiquité
Pendant toute l'Antiquité le vin abonda aussi bien le long des côtes de la mer Égée, qu'en Thrace ou en Anatolie. 

### Moyen Âge
La conquête de l'Anatolie par les Seldjoukides sur l'Empire byzantin eut pour conséquence, au nom de l'islam, l'interdiction de l'usage du vin. Cette interdiction, prolongée sous les Ottomans, ne semble pas avoir été appliquée aux populations chrétiennes : les Arméniens notamment produisaient du vin.

### Période contemporaine
Mustapha Kemal, fondateur en 1923, de la république turque, fidèle à ses principes laïques, rendit légale la viticulture. Cette décision permit, en 1929, la fondation d'un « Centre de Recherches Vinicoles »  dont le but fut de moderniser dans un premier temps les méthodes ancestrales de culture de la vigne, puis de classifier les deux cents à trois cents cépages utilisés jusqu'alors en raisins de table.

## Vinification

### Encépagement
Beaucoup de ces variétés ne pouvant servir à élaborer un vin de qualité, il fut décidé d'importer au cours des années 1970 des cépages de cuve français : chardonnay, sauvignon, sémillon, cabernet sauvignon, pinot, traminer, cabernet et merlot.
| Cépages de Turquie              | Cépages de Turquie                                                | Cépages de Turquie                                                                    |
| ------------------------------- | ----------------------------------------------------------------- | ------------------------------------------------------------------------------------- |
| Région                          | Cépages blancs                                                    | Cépages rouges                                                                        |
| Région de Marmara               | Clairette Chardonnay Riesling Sémillon Beylerce Yapıncak Vasilaki | Pinot poir Adakarası Papazkarası Sémillon Kuntra Gamay Karalahana Cinsault            |
| Région égéenne                  | Sémillon Bornova Misketi Sauvignon Blanc Chardonnay               | Carignan Çal Karası Merlot Cabernet Sauvignon Alicante Bouschet Shiraz Kalecik Karası |
| Région de la mer Noire          | Narince                                                           | Öküzgözü Boğazkere                                                                    |
| Région de l'Anatolie centrale   | Emir Hasandede                                                    | Kalecik Karası Papazkarası Dimrit                                                     |
| Région méditerranéenne          | Kabarcık Dökülgen                                                 | Sergi Karası Burdur Dimriti                                                           |
| Région de l'Anatolie orientale  | Narince Kabarcık                                                  | Öküzgözü Boğazkere                                                                    |
| Région de l'Anatolie du sud-est | Dökülgen Kabarcık Rumi                                            | Horoz Karası Öküzgözü Boğazkere Sergi Karası                                          |

### Production
Elle est assurée par moitié tant par des monopoles d'État que par des exploitations privées. La grande majorité des vins sont blancs (beyaz), le reste se partageant entre les rosés (pembe) et les rouges (kırmızı).

## Terroirs viticoles

Grandes régions viticoles et zonage climatique du territoire turc d'après l'indice de Winkler correspondant à la somme des températures moyennes quotidiennes supérieures au zéro de végétation de la vigne (10 °C) pendant la vie active de la vigne, soit d'avril à septembre inclus.

### Vins blancs
Sur les côtes de la mer Égée, est produit un vin blanc sec, l'izmir, élaboré à partir d'un cépage local, le sultaniyeh, variété apyrène. Vin sec, de couleur jaune d'or, peu aromatique, il titre entre 11 et 12°. 
La Thrace produit le guzel marmara, en vinifiant un autre cépage local, le yapinçak. Ce vin sec, à la robe jaune paille avec des reflets verts, a une légère amertume ce qui le rend très rafraîchissant. 
Autre vin blanc, à la saveur très caractéristique, l'ürgüp considéré comme l'un des meilleurs vins turcs.

### Vins rouges
Le narbag, qui est produit à partir du narince, dégage au nez des arômes fruités mais sa bouche est un peu trop sucrée. 
Le buzbag, à la robe rouge sombre aux reflets bleutés, est un vin de garde fait à partir du cépage ökuzgözü, ou « œil de taureau ». 
Le bügazkar est lui aussi un vin de garde. Sa forte teneur en tanins l'a fait surnommé « l'étrangleur » 
Dans la région d'Ankara, le kalebag est élaboré à base du cépage kalecik. Ce rouge titre jusqu'à 13, 5° et sa haute teneur en glycérol le rend très souple en bouche.  
En Thrace est élaboré le traka à partir de la variété papaz karasi. Vin corsé, à la robe rouge sombre, il est généralement embouteillé au bout de trois ans. 
Le doluca özel kavest  produit dans les régions de Diyarbakir et Elâzığ.

### Sirop de raisin
Dans la région d’Antalya, le raisin est écrasé dans des tekne (cuves en bois). Le jus est ensuite concentré dans des kazan (petites marmites en cuivre). Pour clarifier ces jus, une pratique très ancienne est encore utilisée : le collage avec une terre locale (toprak) extraite de la montagne proche. Cette terre s’est révélée être constituée d’argile et de chaux. Après le premier chauffage, qui dure quelques heures, le dépôt a sédimenté et il est filtré dans un sac de jute. Puis le jus est chauffé une seconde fois pour accentuer la concentration. Ce sirop de raisin, appelé Pekmez, sert à agrémenter le petit déjeuner ou à conserver, pour l’hiver, des courgettes et des aubergines.

## Commercialisation
La Turquie exporte principalement ses vins en Allemagne, au Danemark et en Suède.
Le vignoble turc comporte 520 000 hectares et produit 4 millions de tonnes de raisin, soit un rendement par hectare d'environ huit tonnes. 95% de cette production est destiné au marché frais (raisin de table) et sec (raisin sec). Une toute petite partie (5% seulement) de la production est vinifiée. 
90 % de la vinification est assurée par une petite dizaine de domaines viticoles. 
La consommation de vin locale moyenne par habitant est à peine d'un litre par an. Elle reflète une disparité, centrée dans les villes, essentiellement dans les classes à mode de vie occidental. La balance commerciale est légèrement excédentaire avec des importations se chiffrant en 2007 à 3,1 millions de dollars contre des exportations pour 3,85 millions de dollars.